# Wilson Pickett

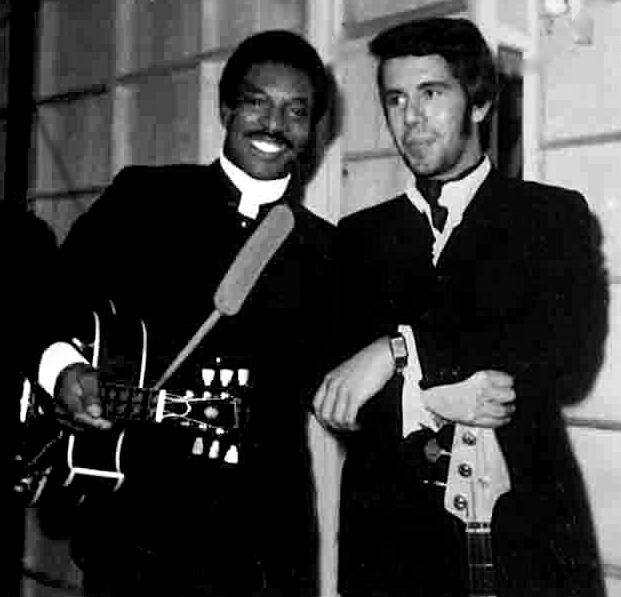
Wilson Pickett (links) mit Pino Presti während einer Europatournee, 1970

Wilson Pickett (* 18. März 1941 in Prattville, Alabama; † 19. Januar 2006 in Reston, Virginia) war ein US-amerikanischer Sänger. Er war einer der populärsten Soul-Sänger der 1960er Jahre.

## Leben
1955 zog Pickett nach Detroit, wo er in verschiedensten Kirchenchören sang; auch gehörte er zur Gospelgruppe The Violinaires. 1961 schloss er sich der Rhythm-and-Blues-Formation The Falcons an, die einen neuen Leadsänger suchten, nachdem Eddie Floyd ihnen den Rücken gekehrt hatte. 1962 schrieb er für sie den Mini-Hit I Found a Love, als Folge dessen der Falcons-Produzent Robert Bateman Pickett zu einer Solo-Karriere anstachelte. Pickett trennte sich dann von den Falcons und verpflichtete sich 1963 bei Lloyd Price’ Label Double L Records. Mit der Single If You Need Me tauchte Pickett erstmals in den US-amerikanischen Pop-Charts auf. Der Song wurde später viel gecovert, unter anderem von Solomon Burke und den Rolling Stones.
1964 bekam Pickett von Jerry Wexler einen Vertrag bei Atlantic Records angeboten, den er annahm. Nach In The Midnight Hour von 1965 folgte bis 1971 Hit auf Hit, darunter das bekannte Everybody Needs Somebody to Love, das ebenfalls auch von den Rolling Stones interpretiert wurde und später ein großer Hit für die Blues Brothers werden sollte. Viele seiner Hits schrieb Pickett selbst, wobei ihm Steve Cropper als Co-Autor zur Seite stand. Im März 1971 tourte Pickett zusammen mit vielen anderen Musikern aus den USA und aus Afrika durch Ghana. In Deutschland hatte Pickett keinen nennenswerten kommerziellen Erfolg; nur zwei seiner Titel erreichten die Verkaufs-Hitlisten. Seine höchste Platzierung dort war 1968 eine Nummer 32 mit dem Titel Stagg-O-Lee.
1973 verließ Pickett Atlantic auf dem Zenit seiner Karriere und wechselte zu RCA Records, was er später sehr bereute. Mit seiner Debüt-Single Take a Closer Look at the Woman You’re With auf dem neuen Label tauchte er ein vorerst letztes Mal in den US-amerikanischen Pop-Charts auf, dann ließen die Erfolge stark nach. Pickett trat zwar weiterhin auf und veröffentlichte auch neues Material, doch konnte er sich damit weder in den US-amerikanischen Single- noch in den Albumcharts platzieren.
Ab den frühen 1980er Jahren kam Pickett häufiger mit dem Gesetz in Konflikt. Er verprügelte Promoter, Manager und Musiker, landete, nachdem er eine Person mit einer Schusswaffe bedroht hatte, im Gefängnis und musste 1987 ins Krankenhaus eingeliefert werden, da er sich mit Mitgliedern seiner Band geschlagen hatte. Im selben Jahr gelangte Pickett mit einer Neuveröffentlichung von In The Midnight Hour (Motown) bis auf Position 62 in den britischen Singlecharts – es war seine erste nennenswerte Platzierung seit den frühen 1970ern.
1991 wurde Pickett in die Rock and Roll Hall of Fame aufgenommen. Er verfiel mehr und mehr dem Alkohol. Im Januar 1992 musste er sein Haus in Englewood aufgrund von Mietrückständen verlassen. Im darauffolgenden April fuhr er in betrunkenem Zustand einen 86-jährigen Fußgänger an und verletzte ihn lebensgefährlich. Im Mai wurde er zu einer Geldstrafe sowie einer Entziehungskur verurteilt, nachdem er seine Freundin geschlagen hatte. 1993 landete er aufgrund des Verkehrsunfalls vom vorhergehenden Jahr für ein Jahr im Gefängnis mit fünfjähriger Bewährungszeit. Bereits im April 1996 wurde Pickett wegen des Besitzes von zwei Gramm Kokain erneut inhaftiert.
Einige Jahre nach seiner Entlassung kehrte er ins Studio zurück und erhielt für sein 1999er Album It’s Harder Now eine Grammy-Nominierung.
Eine Neuaufnahme seines Titels 634-5789 ist mit ihm und anderen Sängern im Film Blues Brothers 2000 zu hören.
Wilson Pickett starb in einem Krankenhaus in Reston, US-Bundesstaat Virginia, infolge eines Herzinfarkts.
2008 listete ihn der Rolling Stone auf Rang 68 der 100 größten Sänger aller Zeiten.

## Diskografie
Studioalben

| Jahr | Titel Musiklabel                             | Höchstplatzierung, Gesamtwochen, AuszeichnungChartplatzierungen (Jahr, Titel, Musiklabel, Platzierungen, Wochen, Auszeichnungen, Anmerkungen) | Höchstplatzierung, Gesamtwochen, AuszeichnungChartplatzierungen (Jahr, Titel, Musiklabel, Platzierungen, Wochen, Auszeichnungen, Anmerkungen) | Höchstplatzierung, Gesamtwochen, AuszeichnungChartplatzierungen (Jahr, Titel, Musiklabel, Platzierungen, Wochen, Auszeichnungen, Anmerkungen) | Anmerkungen                                                                                                  |
| Jahr | Titel Musiklabel                             | DE | US | R&B | Anmerkungen                                                                                                  |
| ---- | -------------------------------------------- | --- | --- | --- | --- |
| 1965 | In the Midnight Hour Atlantic Records        | DE34 (4 Wo.)DE | US107 (6 Wo.)US | R&B3 (7 Wo.)R&B | Erstveröffentlichung: 1965 Charteintritt in DE erst im August 1967                                           |
| 1966 | The Exciting Wilson Pickett Atlantic Records | — | US21 (29 Wo.)US | R&B3 (27 Wo.)R&B | Erstveröffentlichung: August 1966 Produzenten: Jerry Wexler, Jim Stewart, Rick Hall, Steve Cropper, Tom Dowd |
| 1967 | The Wicked Pickett Atlantic Records          | — | US42 (31 Wo.)US | R&B5 (21 Wo.)R&B | Erstveröffentlichung: 1966 Produzent: Jerry Wexler                                                           |
| 1967 | The Sound of Wilson Pickett Atlantic Records | — | US54 (11 Wo.)US | R&B7 (8 Wo.)R&B | Erstveröffentlichung: Juli 1967 Produzenten: Rick Hall, Tom Dowd, Jerry Wexler                               |
| 1968 | I’m in Love Atlantic Records                 | — | US70 (15 Wo.)US | R&B9 (16 Wo.)R&B | Erstveröffentlichung: 1967 Produzenten: Tom Dowd, Tommy Cogbill                                              |
| 1968 | The Midnight Mover Atlantic Records          | — | US91 (13 Wo.)US | R&B10 (10 Wo.)R&B | Erstveröffentlichung: 1968 Produzenten: Tom Dowd, Nesuhi Ertegün, Wilson Pickett                             |
| 1969 | Hey Jude Atlantic Records                    | — | US97 (14 Wo.)US | R&B15 (18 Wo.)R&B | Erstveröffentlichung: 1969 Produzenten: Tom Dowd, Rick Hall                                                  |
| 1970 | Right On Atlantic Records                    | — | US197 (3 Wo.)US | R&B36 (13 Wo.)R&B | Erstveröffentlichung: 1970 Produzenten: Dave Crawford, Jerry Wexler, Rick Hall, Tom Dowd                     |
| 1970 | In Philadelphia Atlantic Records             | — | US64 (19 Wo.)US | R&B12 (32 Wo.)R&B | Erstveröffentlichung: 1970 Produzenten: Kenny Gamble, Leon Huff                                              |
| 1972 | Don’t Knock My Love Atlantic Records         | — | US132 (14 Wo.)US | R&B23 (10 Wo.)R&B | Erstveröffentlichung: 1971 Produzenten: Dave Crawford, Brad Shapiro                                          |
| 1973 | Mr. Magic Man RCA Records                    | — | US187 (3 Wo.)US | R&B30 (7 Wo.)R&B | Erstveröffentlichung: 1973 Produzenten: Dave Crawford, Brad Shapiro                                          |
| 1973 | Miz Lena’s Boy RCA Records                   | — | — | R&B34 (9 Wo.)R&B | Erstveröffentlichung: 1973 Produzenten: Brad Shapiro, Wilson Pickett                                         |
| 1980 | I Want You EMI America                       | — | — | R&B69 (13 Wo.)R&B | Erstveröffentlichung: 1980 Produzent: Andre Perry                                                            |
| 1987 | American Soul Man Motown                     | — | — | R&B75 (1 Wo.)R&B | Erstveröffentlichung: Oktober 1987 Produzent: Robert Margouleff                                              |

Weitere Studioalben
- 1963: It’s Too Late (Double-L)
- 1967: Peace Breaker (Marble Arch Records)
- 1970: Wickedness (Trip Records)
- 1974: Pickett in the Pocket (RCA Records)
- 1974: Tonight I’m My Biggest Audience (RCA Victor)
- 1975: Join Me and Let’s Be Free (RCA Records)
- 1976: Chocolate Mountain (Wicked Records)
- 1978: A Funky Situation (Big Tree Records)
- 1981: Right Track (EMI America)
- 1999: It’s Harder Now (Bullseye Blues & Jazz)
- 2003: If You Need Me (Soulshine Records)